# Eurydema ventralis
Eurydema (Rubrodorsalium) ventralis, auch Große Gemüsewanze genannt, ist eine Wanzenart aus der Familie der Baumwanzen (Pentatomidae).

## Merkmale
Die Wanzen erreichen eine Körperlänge von 9 bis 12 Millimeter. Die Grundfarbe der Wanzen ist rot, orangegelb oder cremefarben. Sie sind schwarz gemustert, wobei der Kopf rot gerandet ist. Die Fühler sind schwarz. Die Wanzen sehen Eurydema ornata sehr ähnlich. Ein Unterscheidungsmerkmal bilden die schwarzen Flecke am Connexivum (auf der Seite sichtbarer Teil des Abdomens), die vom äußeren Rand der Paratergite bis zu den Mediotergiten reichen.

## Verbreitung
Eurydema ventralis ist eine paläarktische Art. In Europa kommt sie hauptsächlich im Mittelmeerraum vor. Im Osten reicht ihr Verbreitungsgebiet bis nach Indien.

## Lebensweise
Eurydema ventralis ist eine polyphage Wanzenart. Man findet sie häufig an Doldenblütlern (Apiaceae) wie Bibernellen (Pimpinella), Korbblütlern wie Ringdisteln (Carduus) und Sonnenblumen (Helianthus annuus) sowie Kreuzblütlern wie Steinkräutern (Alyssum), Meerrettich (Armoracia rusticana), Raps (Brassica napus), Gemüsekohl (Brassica oleracea), Rübsen (Brassica rapa), dem Gewöhnlichen Hirtentäschel (Capsella bursa-pastoris), Wiesen-Schaumkraut (Cardamine pratensis) und Pfeilkresse (Lepidium draba).

## Taxonomie
Aus der Literatur sind folgende Synonyme bekannt:
- Eurydema ventrale Kolenati, 1846
- Rubrodorsalium ventralis Kolenati, 1846